# یو مینگ-سونگ
یو مینگ-سونگ (انگلیسی: Yoo Yong-sung؛ زادهٔ ۲۵ اکتبر ۱۹۷۴) بدمینتون‌باز اهل کره جنوبی است.